# ペレアスとメリザンド (シベリウス)
『ペレアスとメリザンド』（Pelléas et Mélisande）は、ジャン・シベリウスが1905年に作曲した劇付随音楽および管弦楽組曲（作品46）。今日ではもっぱら組曲が演奏される。

## 劇付随音楽
モーリス・メーテルランクの戯曲『ペレアスとメリザンド』は1893年にパリで初演された。この戯曲はベルテル・グリペンベリ（Bertel Gripenberg）のスウェーデン語訳によりヘルシンキでも上演されることになったが、その付随音楽の作曲がシベリウスに依頼された。シベリウスは1905年1月にベルリンから帰国後、交響曲第3番の作曲とヴァイオリン協奏曲の改訂を中断して作曲に取り組み、2月中旬頃にはほぼ作曲が完了した。
劇の上演は1905年3月17日、ヘルシンキのスウェーデン劇場で行われ、シベリウス自身が音楽を指揮した。その後15回の公演が行われたが、そのうち数回の指揮も自身が行っている。
劇付随音楽として書かれたのは、7曲の前奏曲と間奏曲、2曲のメロドラマ、1曲の歌曲である。

## 管弦楽組曲
劇の上演後、シベリウスは付随音楽を8曲からなる組曲に編曲した。その際、原曲とは曲順の入れ替えなどが行われている。

### 編成
フルート（ピッコロ持ち替え）、オーボエ（コーラングレ持ち替え）、クラリネット2、ファゴット2、ホルン2、ティンパニ、大太鼓、トライアングル、弦五部

### 構成
全曲は約27分である。括弧内は各曲の原題をスウェーデン語、フランス語の順に記載する。
- 第1曲「城門にて」（Vid slottsporten / Devant la porte du château）
第1幕第1場への前奏曲。
- 第2曲「メリザンド」（Mélisande）
第1幕第2場への間奏曲。
- 第3曲a「海辺にて」（På straden vid havet / Devant la château）
第1幕第4場のメロドラマ。
- 第3曲b「庭園の噴水」（En källa i parten / Une fontaine dans le parc）
第3曲aから続いて演奏される。第2幕第1場への前奏曲。
- 第4曲「3人の盲目の姉妹」（De tranne blinda systrar / Les trois sœurs aveugles）
第3幕第2場で歌われる歌曲。組曲では独唱のパートがクラリネットに置き換えられた。
- 第5曲「パストラーレ」（Pastorale）
第3幕第3場への間奏曲。
- 第6曲「糸を紡ぐメリザンド」（Mélisande vid sländen / Mélisande au rouet）
第3幕第1場への前奏曲。
- 第7曲「間奏曲」（Mellanaktsmusik / Entr'acte）
第4幕第1場への間奏曲。
- 第8曲「メリザンドの死」（Mélisande död / La mort de Mélisande）
第5幕第2場のメロドラマ。

なお、「パストラーレ」までを第1組曲、「糸を紡ぐメリザンド」以降を第2組曲とする出版譜も存在する。

## その他の編曲
「3人の盲目の姉妹」は独立した管弦楽伴奏およびピアノ伴奏の歌曲としても出版された。その際、元のフランス語歌詞の版も作られている。「間奏曲」はヴァイオリンとピアノのための小品として「ガヴォット風」という題名で出版された。この他、ピアノ独奏や連弾、ハルモニウムとピアノなどのための編曲として、様々な構成の組曲に編曲された。ただし、これらの中にはシベリウス自身の手によらない編曲も含まれている。

## 備考
スウェーデン語は今日でもフィンランドの公用語の1つであるが、長らくスウェーデンの支配下にあったフィンランドでは、少なくともこの時代にはまだ、文化面ではフィンランド語に対してある意味で優位に立っていた。シベリウスも母語としてスウェーデン語を話す家庭に育っており、また歌曲の多くをスウェーデン語の詩に作曲している。